# بيرت بولتون
بيرت بولتون (13 يناير 1893 في الهند - 30 أكتوبر 1964 في المملكة المتحدة) (بالإنجليزية: Bertie Bolton) هو ضابط شرطة ولاعب كريكت بريطاني وبريطاني (وحمل سابقاً جنسية المملكة المتحدة لبريطانيا العظمى وأيرلندا). لعب مع نادي مقاطعة هامبشاير للكريكت ‏ وDorset County Cricket Club ‏.

## وصلات خارجية
- بيرت بولتون على موقع إي آس بي آن كريك إنفو (الإنجليزية)